# 거지 왕자
거지 왕자는 한국에서 제작된 안현철 감독의 1963년 영화이다. 최무룡 등이 주연으로 출연하였고 강대진 등이 제작에 참여하였다.

## 출연

### 주연
- 최무룡
- 김지미
- 김동원
- 박암

### 조연
- 황정순
- 양훈
- 윤인자
- 노경희
- 강미애
- 장민호
- 전택이
- 최성호
- 추석양
- 남춘역
- 성소민
- 장혁
- 정민

## 제작진
- 각색: 조홍정
- 조명: 고해진
- 미술: 임명선